# Fédération internationale des femmes des carrières juridiques
Ne doit pas être confondu avec International Federation of Women Lawyers.
La Fédération internationale des femmes des carrières juridiques ou Fédération internationale des femmes magistrates et avocates (FIFCJ) (en anglais : International Federation of Women in Legal and Juridical Careers) est une organisation non gouvernementale internationale, fondée à Paris en 1928. Elle a pour but de faciliter l'accès des femmes aux professions juridiques et, de façon plus globale de lutter contre les discriminations faites aux femmes à l'aide du droit.

## Histoire et activités
La Fédération internationale des femmes magistrates et avocates est créée à Paris en 1928 par les militantes transnationales Vera Poska-Grünthal (Estonie), Clara Campoamor (Espagne), Marcelle Kraemer- Bach (France), Agathe Dyvrande-Thévenin (France) et Margarete Berent (Allemagne). Elles sont rapidement rejointes par Antoinette Quinche (Suisse), Elsie Bowerman (Royaume-Uni), Wanda Grabińska (Pologne) et Elina Guimarães (Portugal). Elle a son siège 83, rue des Saints-Pères à Paris. Agathe Dyvrande-Thévenin (1885-1977) en est la première présidente et Marcelle Kraemer-Bach (1897-1990) la première Secrétaire générale,. En 1952, elle devient la Fédération internationale de femmes des carrières juridiques.
Cette association regroupe des femmes magistrates, avocates ou exerçant une autre carrière juridique, titulaires d’un diplôme de droit. Le but de cette fédération est de faciliter l'accès des femmes aux études de droit et à toutes les carrières juridiques, améliorer la situation professionnelle des femmes, établir des liens entre les femmes juristes de tous pays et diffuser l'idée de paix mondiale,,. 
Plusieurs congrès sont organisés partout en Europe, regroupant de plus en plus de membres.  
L'organisation veut s'engager dans un travail d'unité et de coopération professionnelles, et non dans l'action politique. 
C'est la première organisation internationale permanente de femmes juristes (la toute première, la Woman's International Bar Association, fut fondée en 1888 mais fut de courte durée). 
« Les femmes avocates, dans tous les pays, se sont engagées dans une compétition difficile avec les hommes pour vaincre de lourds préjugés. En formant un groupe et en élevant les consciences, elles peuvent rendre les services les plus importants. »
Le programme de la Fédération est cependant plus vaste. De façon plus générale, elle cherche à renverser le privilège masculin dans le droit national et international. Elle condamne donc la discrimination à l'égard des femmes dans l'emploi, l'éducation, les opportunités professionnelles et économiques et s'engage à garantir l’accès des femmes aux professions et au droit de vote et d’éligibilité là où des exclusions s’appliquent encore (par exemple en France, en Espagne et en Suisse). 

### Statut des femmes mariées
La FIFCJ se préoccupe de l'appauvrissement des épouses et des enfants qui, abandonnés par les conjoints et les pères, se voient refuser la protection au sein de la structure familiale. Elle souhaite également garantir aux femmes mariées une nationalité propre, indépendante de celle de leur conjoint, ce qui n'est généralement pas encore le cas dans la période de l'entre deux guerres et plaide pour la fin des pratiques infantilisantes pour la femme en matière de droit du mariage. L'avocate belge Marcelle Renson demande [si quelqu'un pouvait expliquer comment il était possible « qu'une femme, capable d'intelligence avant le mariage, devienne soudainement comme une enfant lorsqu'elle contracte une union légale »,,.

### Action au niveau international
Dès 1929, la Fédération internationale des femmes magistrates obtient le statut consultatif auprès de la Société des Nations et plus tard auprès des Nations Unies. Elle cherche à faire appliquer le droit international comme soutien aux faibles protections nationales et demande notamment que des lois internationales criminalisent l’abandon familial et garantissent une pension alimentaire pour les personnes à charge. Cette stratégie rencontre cependant des résultats mitigés mais la Convention des Nations unies sur la nationalité des femmes mariées, ratifiée en janvier 1957, établit le droit de la femme mariée à sa nationalité, avec effet en août 1958. Cette victoire est due aux efforts durant trois décennies de la FIFCJ.
La FIFCJ crée une commission internationale de droit comparé de la famille qui recueille et édite toutes les informations provenant de chaque État (textes législatifs, propositions déposées au Parlement ••• ) concernant le droit de la famille; ces informations sont envoyées alors à tous ses membres
Les femmes juristes faisaient partie d’un mouvement transnational imbriqué qui cherchait à établir une jurisprudence féministe fondée sur l’équité. Malgré les vicissitudes mondiales de l’entre-deux-guerres, elles ont fait appel à l’autorité de l’État et au droit international pour protéger les personnes vulnérables, atténuer la souffrance et instaurer l’équité.
La majorité des pays européens ont admis les femmes au barreau entre les deux guerres mondiales : Portugal (1918) ; Suède (1918, femmes célibataires) ; Danemark (restreint à partir de 1906, égalité en 1919) ; Italie (1919) ; Écosse et Pays de Galles (1920) ; Irlande du Nord (1921) ; Belgique, Tchécoslovaquie, Angleterre et Allemagne (1922) ; Pologne (1925) ; Hongrie (1928) ; et l’Autriche (1929)7. La France a exceptionnellement admis les femmes au barreau en 1900 et c’est de ce pays qu’est née la première direction de la sororité légale

### Le fascisme et la Seconde Guerre mondiale
La majorité de la FIFCJ est publiquement antifasciste et soutient les personnes réfugiées et celles qui sont persécutées par les régimes antidémocratiques. Elle soutient entre autres l'avocate roumaine Ella Negruzzi, membre de la FIFCJ, dans ses efforts pour obtenir la liberté d'Ana Pauker, prisonnière politique à Bucarest et Liselotte Herrmann, une jeune résistante communiste allemande. 
Presque toutes les membres fondatrices de la Fédération sont contraintes à l'exil en raison de la montée du nazisme, de la guerre civile espagnole et de la Seconde Guerre mondiale. 

### Époque contemporaine
La FIFCJ est composée d'associations nationales et de membres individuels.  
Ce n'est qu'à partir de 1960 que la Fédération publie son propre Bulletin périodique. En 1989, elle publie son histoire organisationnelle. 
Aucune archive de l'organisation n'est encore disponible. Beaucoup de documents ont disparu durant les saccages des nazis, certains subsistent mais de façon éparpillée.

## Quelques membres
- Margarete Berent, vice-présidente (1931-1938)
- Clara Campoamor, vice-présidente (1931)
- Marcelle Kraemer-Bach, secrétaire générale (1931)
- Antoinette Quinche, secrétaire (1938)
- Agathe Dyvrande-Thévenin, présidente (1931)
- Wanda Grabińska, vice-présidente (1938)
- Marlise Ernst-Henrion, présidente (1961-1964)
- Fatoumata Dembele Diarra, vice-présidente (1994-1997)
- Maria Elena Elverdin, présidente (2012-2018)
- Manoela Gonçalves, présidente (2022-2024)
- Téresa Féria, présidente (2008)
- Eduarda Mourão Eduardo Pereira de Miranda, secrétaire générale (2022-2024)
- Angelina Hurios Calcerrada, secrétaire générale

## Parmi les organisations membres
- Associação Angolana de Mulheres das Carreiras Jurídicas[12]
- Associazione Donne Giuriste Italia[13]
- Associazione Giuriste italiane[14]
- Association belge des femmes juristes[10]
- Association des juristes sénégalaises[15]